# Ејпекс (Северна Каролина)
Ејпекс (енгл. Apex) град је у америчкој савезној држави Северна Каролина.

## Демографија
По попису из 2010. године број становника је 37.476, што је 17.264 (85,4%) становника више него 2000. године.
| Група             | 2000.          | 2010.          |
| Белци             | 16.861 (83,4%) | 28.465 (76,0%) |
| Афроамериканци    | 1.526 (7,5%)   | 2.862 (7,6%)   |
| Азијати           | 863 (4,3%)     | 2.652 (7,1%)   |
| Хиспаноамериканци | 648 (3,2%)     | 2.655 (7,1%)   |
| Укупно            | 20.212         | 37.476         |